# Tamki jezik
Tamki jezik (ISO 639-3: tax; temki), afrazijski jezik istočnočadske skupine kojim govori oko 500 ljudi (1999 J. Roberts SIL) u čadskoj perefekturi Guéra, oko 60 kilometara sjeveroistočno od Melfija, selo Tamki. Leksički mu je najsličniji (62%) jezik saba. Etnički sami sebe smatraju kao dio naroda Sokoro, ali jezično im nisu bliži nego prema drugim susjednim plemenima.
Tamki uz još tri druga jezika pripada podskupini sokoro.

## Vanjske poveznice
- Ethnologue (14th)
- Ethnologue (15th)